# Yu Song
Yu Song (6 d'agost de 1987) és una esportista xinesa que competeix en judo.
Va participar en els Jocs Olímpics de Rio de Janeiro 2016, obtenint una medalla de bronze en la categoria de +78 kg. Va guanyar una medalla al Campionat Mundial de Judo de 2015, i tres medalles al Campionat Asiàtic de Judo els anys 2005 i 2015.

## Palmarès internacional
| Jocs Olímpics     | Jocs Olímpics            | Jocs Olímpics | Jocs Olímpics |
| Any               | Lloc                     | Medalla       | Categoria     |
| ----------------- | ------------------------ | ------------- | ------------- |
| 2016              | Rio de Janeiro ( Brasil) | 3             | +78 kg        |
| Campionat del món |                          |               |               |
| Any               | Lloc                     | Medalla       | Categoria     |
| 2015              | Astanà ( Kazakhstan)     | 1             | +78 kg        |
| Campionat Asiàtic |                          |               |               |
| Any               | Lloc                     | Medalla       | Categoria     |
| 2005              | Taskent ( Uzbekistan)    | 2             | +78 kg        |
| 2005              | Taskent ( Uzbekistan)    | 3             | Oberta        |
| 2015              | Kuwait ( Kuwait)         | 1             | +78 kg        |